# 杉の木貯水池

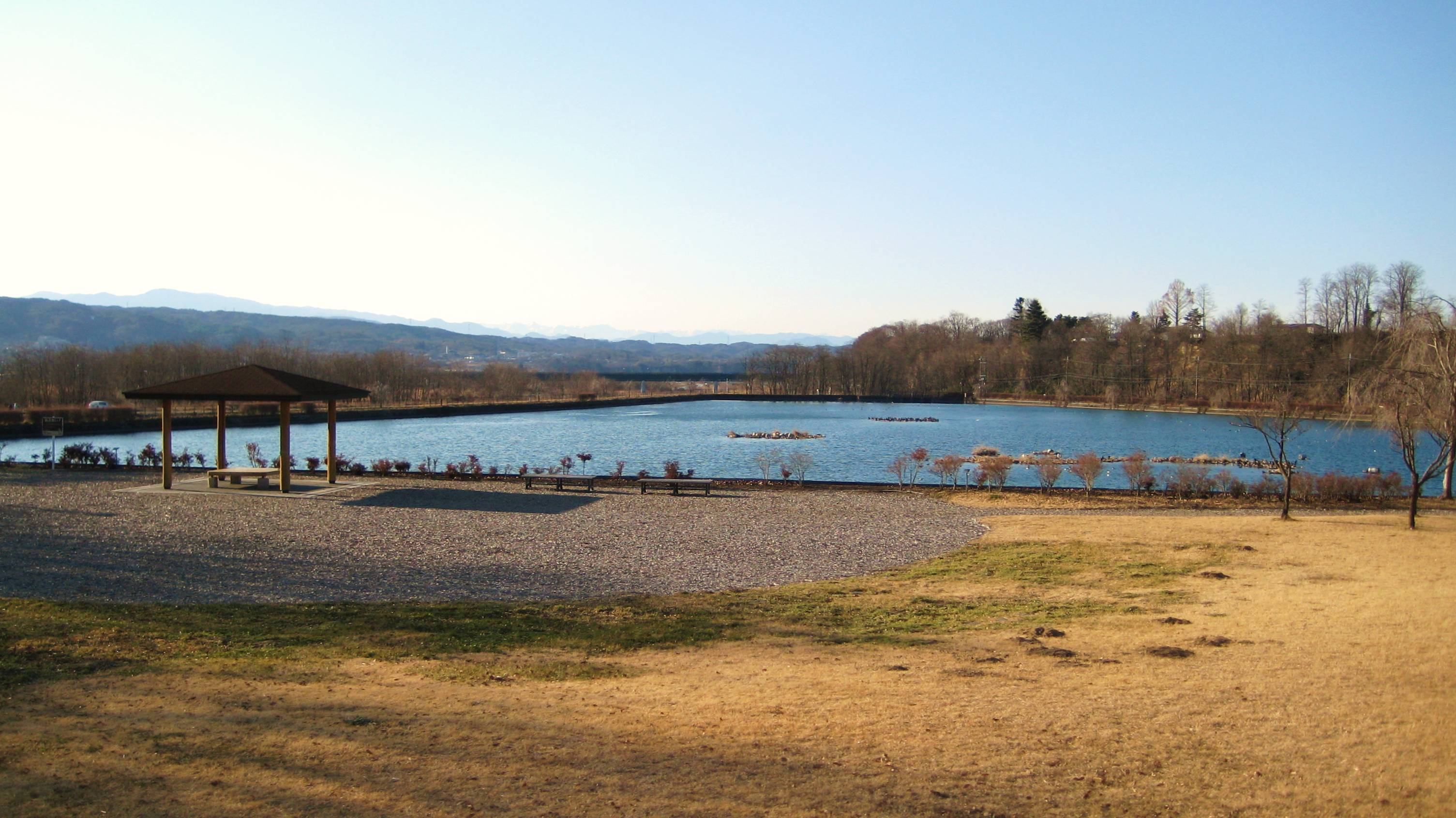
杉の木貯水池
東岸より西方を望む。

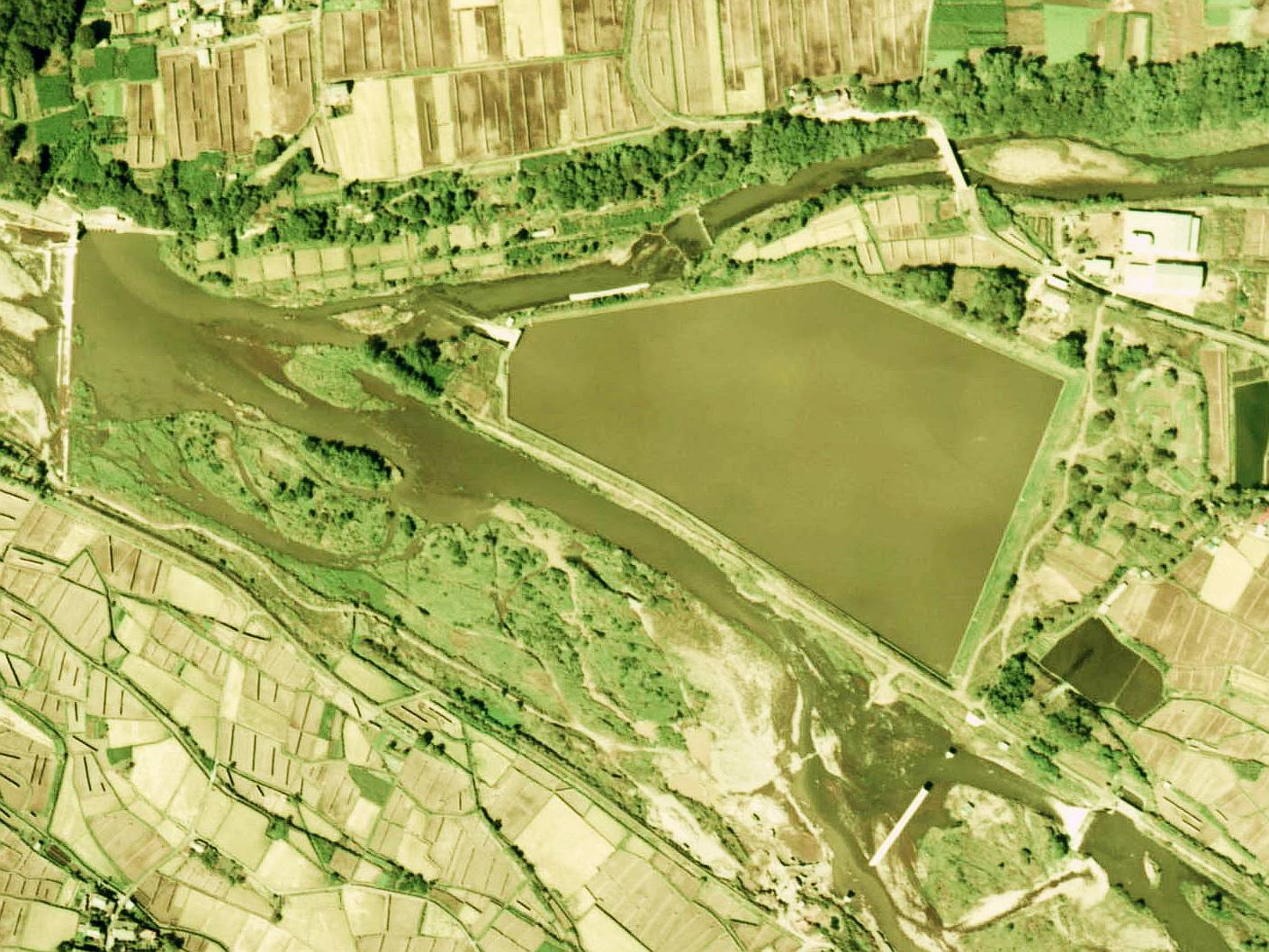
杉の木貯水池空撮
いびつな五角形をした貯水池の北を滑津川が流れ、南を流れる千曲川へ合流する。

杉の木貯水池（すぎのきちょすいち）は、長野県佐久市今井および中込杉の木に建設された人造湖。小諸発電所第一調整池の通称で、旧称は今井調整池。東京電力の水力発電所・小諸発電所に送水し、最大1万6,200キロワットの電力を発生する。

## 歴史
1927年（昭和2年）、当時千曲川上流で水力発電所の建設を進めていた東信電気は、北佐久郡小諸町（現・小諸市）に建設していた小諸発電所を完成させた。発電に使用する水は千曲川上流の北佐久郡高瀬村（現・佐久市）今井で取り入れており、そこから発電所へ至る水路の途中には水を一時的に貯えておける調整池と呼ばれる設備を2か所用意している。しかし、完成後間もない1928年（昭和3年）、その調整池の片肺である第一調整池が決壊する事故が発生した。第一調整池を形成するダムの真下で地盤が陥没し、ダムが崩れたことで貯えておいた水が流出。7名の死傷者を出す事態となった。東信電気は第一調整池跡地を放棄し、場所を改めて再建することにした。新たなる第一調整池は発電所の取水口がある佐久市今井で、1937年（昭和12年）に今井調整池として完成。その後、1941年（昭和16年）、第一調整池に改名された。杉の木貯水池という呼称は調整池東側の地名をとったものであるが、どのような経緯で、いつの時代からのものかは定かではない。
東信電気が第一調整池の再建を進める中、1939年（昭和14年）に電気事業の国家管理化を進める日本政府によって日本発送電が設立された。東信電気は小諸発電所を含む多くの発電所を出資して廃業。戦後は日本発送電の分割・民営化により、小諸発電所ほか千曲川にある多くの発電所は東京電力に継承された。

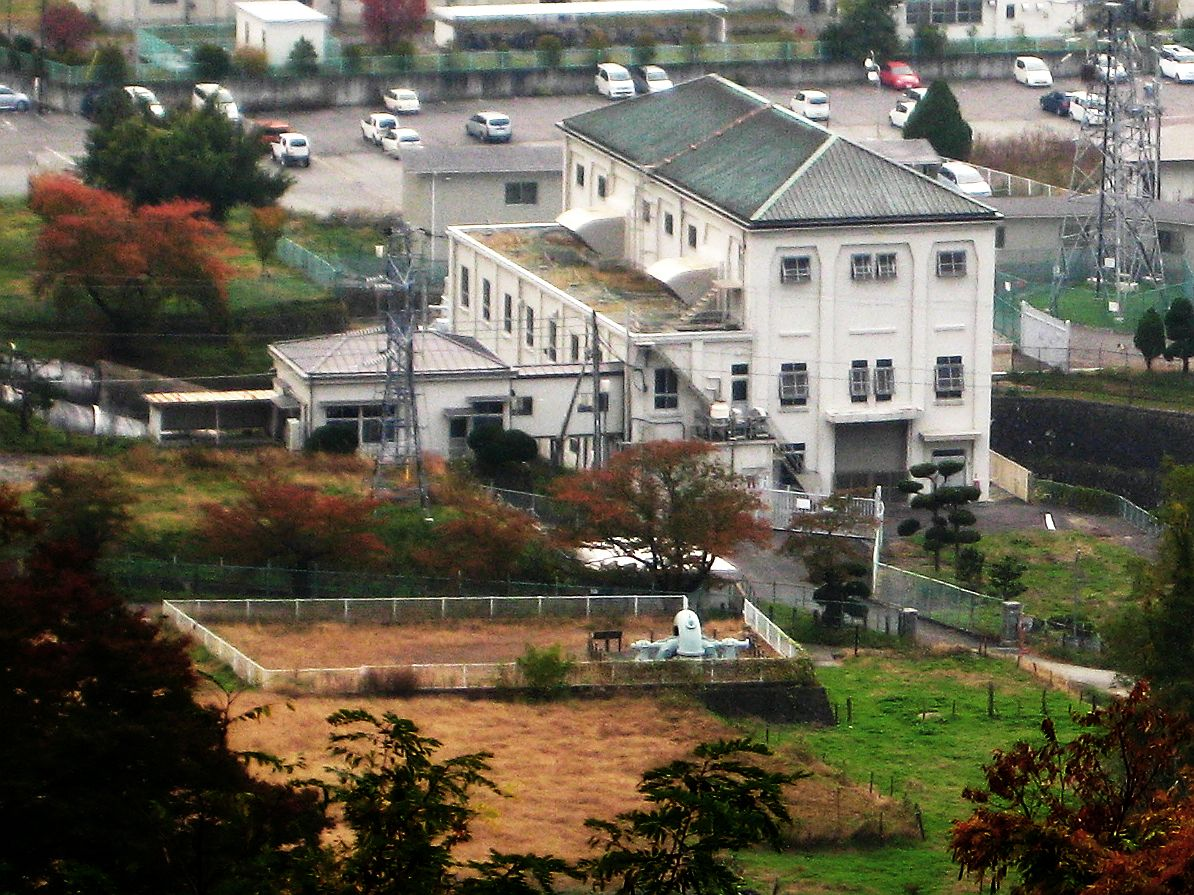
小諸発電所

## 周辺
JR北陸新幹線および小海線・佐久平駅から国道141号を南下すると千曲川の川岸に出る。堤防に沿ってさくラさく小径（こみち）と呼ばれる遊歩道が整備されており、中込駅前商店街から杉の木貯水池へとつながっている。杉の木貯水池を管理する東京電力は、環境保全活動の一環として貯水池周辺を公園として整備。池内には人工の浮島が浮かべられ、カモやカワセミなど野鳥たちにとっても憩いの場となっている。

## 旧第一調整池決壊事故
| 死者数                 | 男性       | 1        |
| 死者数                 | 女性       | 2        |
| 死者数                 | 子供       | 2        |
| 負傷者数               | 負傷者数   | 3        |
| 流失家屋数             | 流失家屋数 | 5        |
| 浸水家屋数             | 浸水家屋数 | 1        |
| 浸水地面積             | 田         | 約2 ha   |
| 浸水地面積             | 畑         | 約1 ha   |
| 浸水地面積             | 荒れ地     | 約3.5 ha |
| その他、馬一頭が流失。 |            |          |

現・第一調整池（杉の木貯水池）建設のきっかけとなった旧・第一調整池決壊事故について触れる。
現在の小諸市南城公園がある場所に、かつての第一調整池が存在した。ダムの型式は鉄筋コンクリート製のバットレスダムである。1928年（昭和3年）8月29日午後4時8分、ダム左岸直近の水面に突如として渦巻が現れ、同時にダム底部から水が噴出。間もなくダム左岸部が基礎地盤もろとも陥没した。管理者である東信電気は事故発生を察知すると、すぐさま取水口の水門を閉じて取水を中断するとともに、ダムの排水操作を実行した。発電所を最大出力で運転して調整池の水位を下げるとともに、本来ダムに堆積した土砂を排出するための排砂ゲートも開放して排水した。午後8時2分、調整池の水が底をついたところで発電所を停止し、被害者の救出活動を展開した。この事故により５名の死者が確認されている。
事故の原因は当地の地質にあった。当地はかつて浅間山の噴火による火山灰が堆積してできた台地であり、地中にはガマと呼ばれる地下水を多く含む塊が散在する。第一調整池を形成していたダムの直下にも、このガマがあったと考えられている。事故直前に降った雨がガマ直上の土を軟化させ、陥没に至ったとされている。跡地は現在、南城公園として整備されており、ダムは事故後に撤去されてしまったので、当時の面影を残すものは排砂ゲートと防水壁を一部残すのみである。